# Maximilien Morillon
Maximilien Morillon, né le 9 avril 1517 à Bruxelles et mort le 27 mars 1586, est un prélat catholique des Pays-Bas méridionaux, évêque de Tournai de 1583 jusqu'à sa mort. Il est notamment connu pour avoir été le confident et l'ami du cardinal de Granvelle.

## Biographie
Maximilien Morillon était le fils de Guy Morillon, Franc-Comtois, homme très savant, qui vécut dans une grande intimité avec Érasme, et dont on a les notes sur plusieurs ouvrages d'Ovide. 
Il étudia le droit et la théologie à l'université de Louvain, ville où son père s'était établi, avant d'achever ses études à Dole, en 1538, et d'entrer dans les ordres, au regret de ses parents. Il jouissait de la réputation d'un habile jurisconsulte, et Granvelle le nomma chanoine d'Arras et lui donna en même temps la direction des écoles du chapitre.
Prévôt d'Aire en 1559, il obtint successivement plusieurs bénéfices : Granvelle, devenu archevêque de Malines, le fit premier archidiacre et vicaire général, et se reposa entièrement sur lui de l'administration de son diocèse et des diverses abbayes qu'il avait dans les Pays-Bas. Ce fut Morillon que Granvelle chargea d'amener Baïus à se soumettre à la censure que la Sorbonne avait faite de quelques propositions de son livre sur le libre-arbitre, et il eut le bonheur de réussir dans cette négociation. Il fut l'un des exécuteurs testamentaires de Viglius (1577).
Présenté par Philippe II pour l'évêché de Tournai en 1582, il prit possession de ce siège le 16 octobre de l'année suivante, et mourut quelques mois avant Granvelle, son protecteur et son constant ami. Il fut inhumé dans le chœur de sa cathédrale, au côté de l'évangile, avec une épitaphe rapportée dans le Gallia Christiana.
L'origine de ses liaisons avec Granvelle, de même âge que lui, date de 1532. Il lui écrivait en effet, le 2 juin 1576 : « Il y a quarante-trois ans que V. Sgrie m'at honoré de ses lettres, et quant je les polrois toutes produire, le nombre de celles qui contiègnent contentement passeroit infiniment les autres... ». En parlant du cardinal, Morillon écrivait ailleurs : « Je lui dois tout ce que j'ai au monde, et tout ce que je suis. »

## Sources
- Papiers d'État du cardinal de Granvelle : d'après les manuscrits de la Bibliothèque de Besançon. Tome 1 / publ. sous la dir. de M. Ch. Weiss ; par Ch. Duvernoy, Imprimerie royale (Paris), 1841-1852, page XXXV (lire en ligne).
- Papiers d'État du cardinal de Granvelle : d'après les manuscrits de la Bibliothèque de Besançon. Tome 7 / publ. sous la dir. de M. Ch. Weiss ; par Ch. Duvernoy, Imprimerie royale (Paris), 1841-1852, page 183 (lire en ligne).